# Jaroslav Hanák
Jaroslav Hanák (* 20. prosince 1952 Drahany) je český podnikatel v dopravě, v letech 2011 až 2023 prezident Svazu průmyslu a dopravy ČR.

## Raná léta a studium
Narodil se v Drahanech na Prostějovsku, po čase se jeho rodina přestěhovala přímo do Prostějova. Po maturitě na tamní průmyslovce získal od prostějovského ČSAD podnikové stipendium a úspěšně vystudoval obor ekonomika dopravy a spojů na Vysoké škole ekonomické v Praze (získal titul inženýr).

## Profesní kariéra
Po promoci v roce 1977 nastoupil hned do funkce vedoucího finančního a plánovacího oddělení prostějovského ČSAD, kam chodil už během vysokoškolského studia na brigády. V roce 1981 postoupil na podnikové ředitelství státního podniku ČSAD Brno, kde také zastával pozici vedoucího finančního a plánovacího oddělení a později od roku 1986 ekonomického náměstka. V roce 1990 se vrátil do Prostějova a stal se ředitelem tamního ČSAD. Tento podnik byl v roce 1992 transformován na akciovou společnost a o rok později změnil svůj název na FTL – First Transport Lines. Hanák v letech 1992 až 1995 zastával funkci člena představenstva a v roce 1995 se stal předsedou představenstva. Stal se také jejím majoritním vlastníkem.
V roce 1991 spoluzakládal Asociaci dopravních, spedičních a servisních firem Čech, Moravy a Slezska (ADSSF). V čele asociace figuroval od jejího založení v pozici prezidenta, a to až do konce roku 2022. Od roku 1991 je také viceprezidentem pro osobní dopravu ve sdružení Česmad Bohemia, v letech 2003 až 2022 byl prezidentem Svazu dopravy ČR. V roce 2003 byl zvolen viceprezidentem Svazu průmyslu a dopravy ČR a o osm let později, v roce 2011, hlasy 90 % delegátů jeho prezidentem. Potvrzen v této funkci byl i ve volbách roku 2015 a 2019. V květnu 2023 byl jeho nástupcem ve funkci prezidenta Svazu průmyslu a dopravy ČR zvolen Jan Rafaj.
Od roku 2003 byl členem a od roku 2011 místopředsedou Rady hospodářské a sociální dohody ČR (tzv. tripartity) za stranu zaměstnavatelů a podnikatelů. Od roku 2013 byl také poradcem prezidenta ČR Miloše Zemana pro oblast průmyslu, dopravy a stavebnictví a od roku 2015 členem Rady vlády pro konkurenceschopnost a hospodářský růst.
Z mezinárodních funkcí zastával pozici viceprezidenta řídící rady International Road Transport Union (IRU) pro osobní dopravu se sídlem v Ženevě (v letech 2001 až 2008) a člena dopravního výboru BusinessEurope v Bruselu (od roku 2005).

## Soukromý život
Jaroslav Hanák je podruhé ženatý, druhá manželka se jmenuje Anna. Má tři děti. Již od dětství se věnuje filatelii. 

## Kritika
V červnu 2019 Hanák na setkání ekonomických diplomatů ostře kritizoval studenty, kteří ve světě stávkovali za ochranu klimatu. Podle jeho slov by měli dostat „přes držku“ a nemíchat se do věcí, kterým nerozumí. Tvrdě se vymezil také proti posílení Zelených v Evropském parlamentu, což považoval za hrozbu, neboť dle něj jsou zásadně proti průmyslu – automobilovému, těžebnímu a klasickému strojírenství. Proti jeho tvrzení se ohradila jak česká Strana zelených, tak ekologické hnutí Greenpeace. Za svá slova se později Hanák omluvil.
3. července 2019 Svaz průmyslu a dopravy ČR informoval na svém webu i na svém twitterovém účtu o Hanákově čestné profesuře z Oxford Academic Union. Nejednalo se však o akademický titul z Oxfordské univerzity, nýbrž o ocenění společnosti řízené ukrajinským podnikatelem, která podobné tituly obvykle prodávala za relativně vysoký finanční obnos. Sám Hanák to okomentoval slovy: „Platil jsem ceremoniál, ubytování a letenky. Jestli je v tom cena diplomu, to nevím.”